# Helios (Elektrotechnikunternehmen)

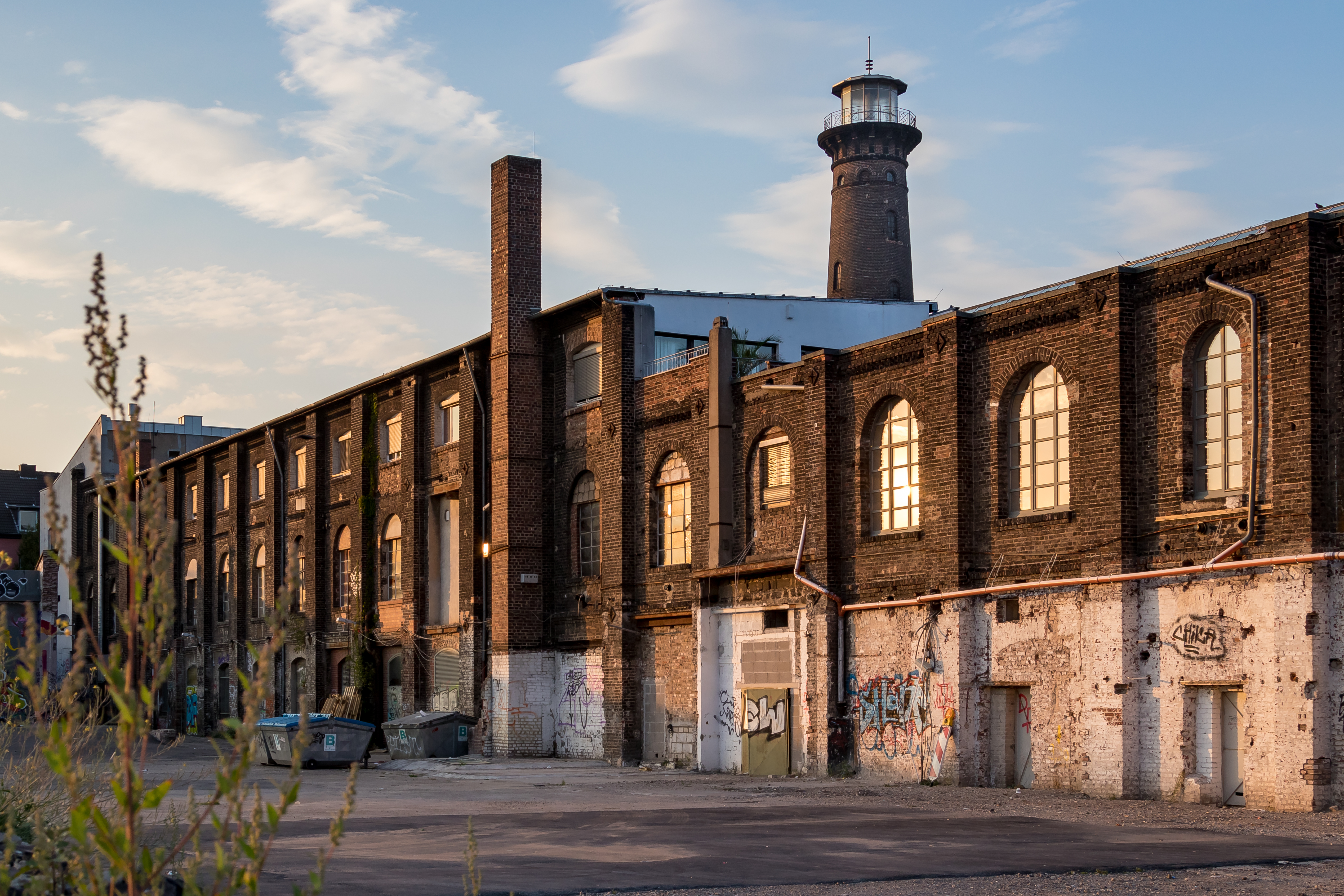
Ehemalige Werkhalle der Helios AG mit Heliosturm in Köln-Ehrenfeld

Die Helios AG für elektrisches Licht und Telegraphenanlagenbau war ein im Jahr 1882 gegründetes Unternehmen aus den Pioniertagen der Elektrotechnik. Firmensitz und Produktionsstandort war die damalige Industriestadt Ehrenfeld, die 1888 nach Köln eingemeindet wurde. Durch die erstmalige Umsetzung zahlreicher Erfindungen trug die Helios AG europaweit maßgeblich zur Elektrifizierung von Industrie, Verkehrstechnik und öffentlichem Raum bei. Dennoch führten wirtschaftliche Schwierigkeiten zur Übernahme durch die Berliner Allgemeine Elektricitäts-Gesellschaft (AEG), die ab dem Jahr 1905 die Liquidation des Unternehmens betrieb.
Das ehemalige Verwaltungsgebäude Helioshaus, die früheren Produktionshallen sowie das ehemalige Firmenwahrzeichen, ein 44 Meter hoher Turm für Versuche und Demonstrationen, durchliefen danach eine wechselvolle Geschichte und bilden heute eines der besterhaltenen Industriedenkmäler in Köln. Der Heliosturm genannte Pseudo-Leuchtturm wurde nach Erlöschen der Helios AG nicht mehr instand gehalten. 1996 erhielt er im Rahmen einer Rekonstruktion ein neues Lampenhaus. Der Turm, der nie eine Funktion als Seezeichen hatte, leuchtet seitdem als Wahr- und Erinnerungszeichen einer untergegangenen Industrie wieder mit einem schwachen Dauerlicht über Ehrenfeld.

## Geschichte der Helioswerke

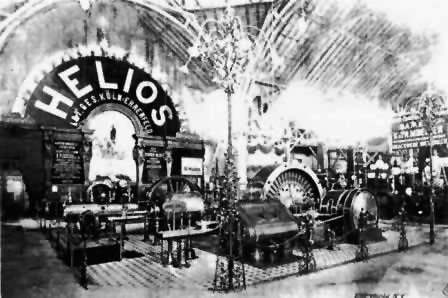
Der Messestand auf der Internationalen Elektrotechnischen Ausstellung 1891
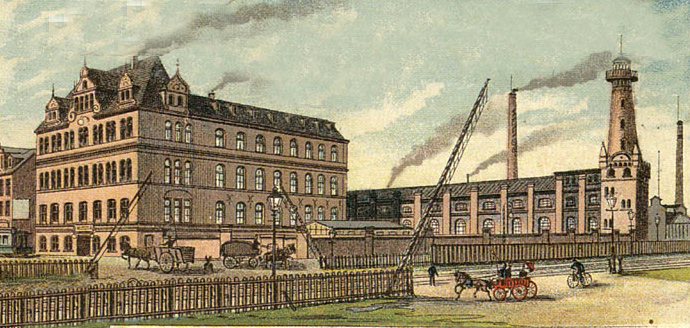
Die Helioswerke vor 1900 – die Eisenbahnstrecke verlief damals noch ebenerdig
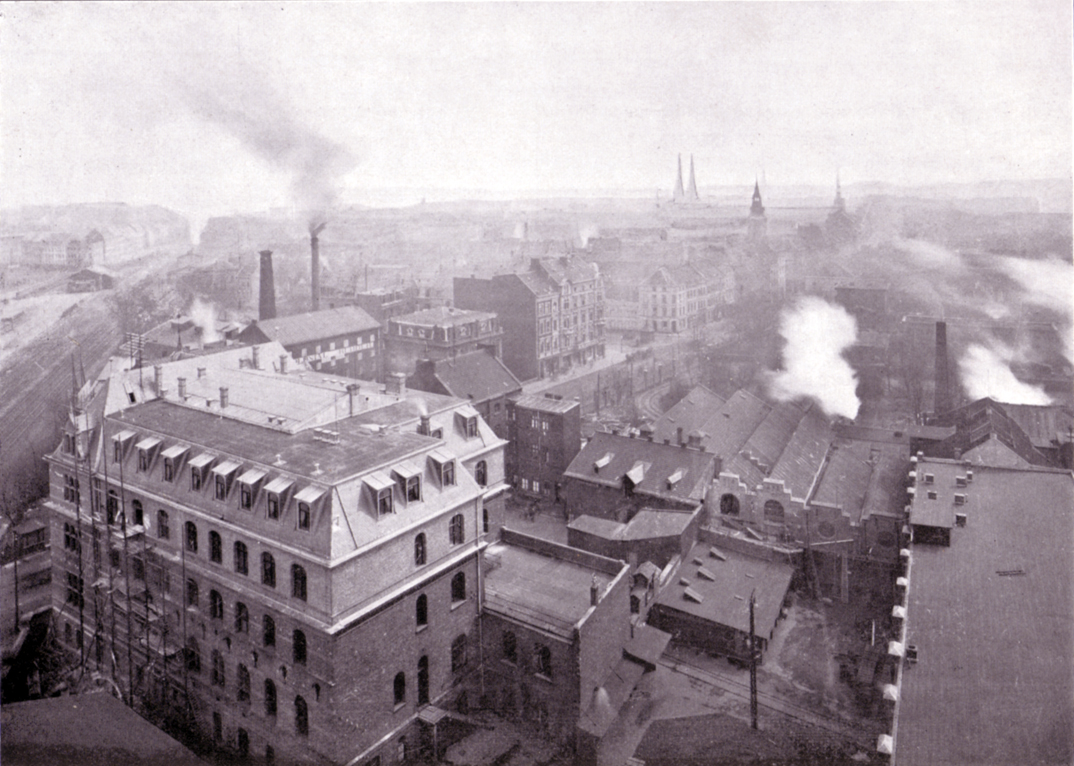
Blick vom Heliosturm auf das Werk und auf die Industriestadt Ehrenfeld, ca. 1900
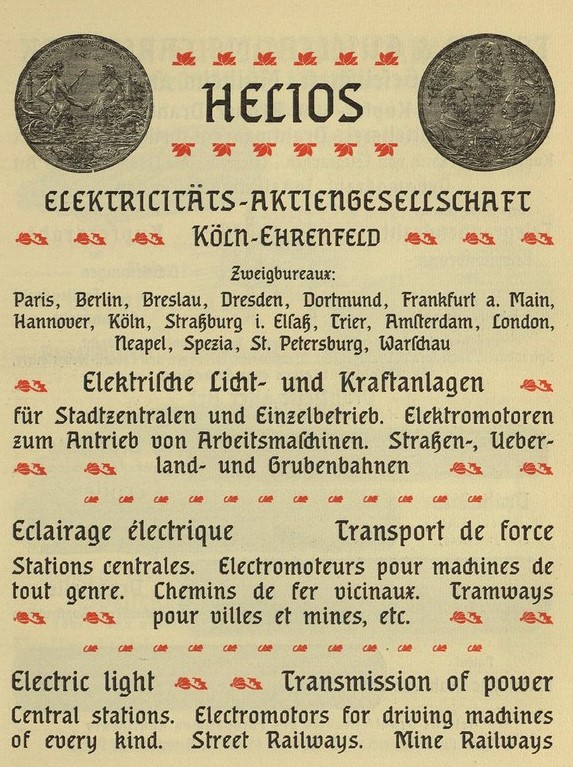
Weltausstellung Paris 1900
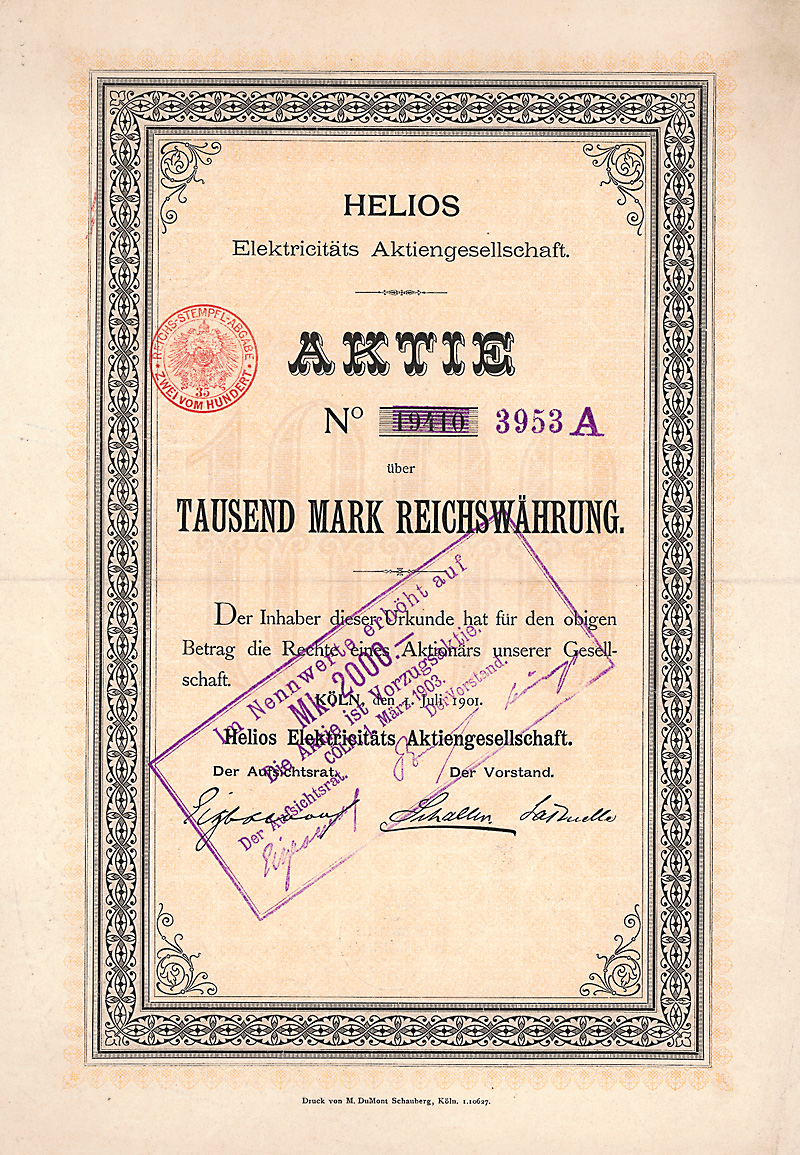
Aktie über 1000 Mark der Helios Elektricitäts-AG vom 1. Juli 1901
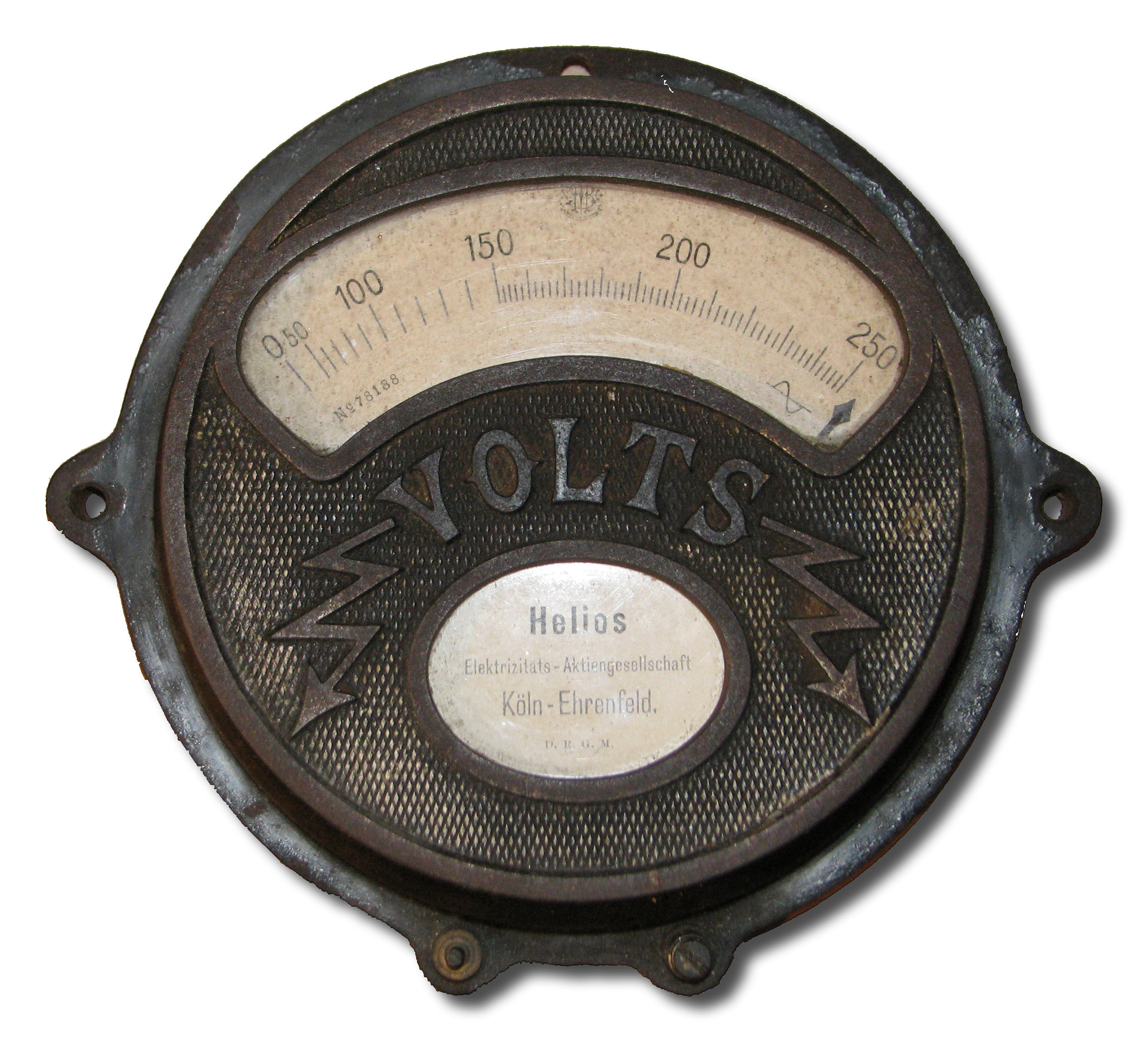
Wechselspannungs-Voltmeter der Firma Helios

1870 wurde in der damals noch selbstständigen Industriestadt Ehrenfeld die Gesellschaft für elektrisches Licht und Telegraphenbau Barthel Berghausen und Cie gegründet. Aus dieser ging am 31. Juli 1884 die Helios AG hervor. Der Fabrikstandort an der Venloer Straße Nr. 387–389 wurde auch aufgrund der Nähe zur Pferdebahnstrecke nach Köln und zum Bahnhof Ehrenfeld an der Eisenbahnstrecke Köln – Aachen gewählt.
Das Helioswerk, benannt nach dem griechischen Sonnengott, gehörte um die Jahrhundertwende zu den innovationsfreudigsten Unternehmen dieser Art. Man stellte komplette Elektrizitätswerke mit dem damals neuen Wechselstromsystem her, die europaweit in Betrieb genommen wurden. Dabei benutzte Helios ein Geschäftsmodell, das schon von der AEG erfolgreich praktiziert wurde: Neu zu gründenden Elektrizitätswerken wurde eine Beteiligung angeboten, wenn diese sich zur Abnahme von Anlagen und Maschinen der Helios AG verpflichteten. Zu den europa- und weltweit exportierten Produkten gehörten auch Generatoren, Transformatoren, Glühlampen und Beleuchtungstechnik für den öffentlichen Raum. Ebenfalls zur Produktpalette gehörte der Bau von Leuchtfeuern und -türmen. So stattete Helios die Anlagen auf  Borkum (Kleiner Leuchtturm Borkum), Sylt (Kampen), Wangerooge und die Befeuerung der die Wesermündung aus, ebenso wie die Seesignaltechnik des Nord-Ostsee-Kanals.
Die Helioswerke betrieben auch den Bau und die Ausrüstung von elektrischen Straßenbahnen, die deutschland- und europaweit verkauft wurden. Auf dem Gelände des Werkes gab es einen Test-Rundkurs für diese Fahrzeuge, der – je nach Bedarf – mit Wechsel- oder Gleichstrom betrieben werden konnte. 1891 war die Firma mit einem Messestand an der historisch bedeutsamen Internationalen Elektrotechnischen Ausstellung vertreten.
Um 1900 übernahm Helios die Aktiengesellschaft Electricitäts-Gesellschaft Felix Singer & Co. aus Berlin. Diese hatte ihren Sitz in der dortigen Hedemannstraße 2 und stellte unter anderem Stromzähler nach dem System von Elihu Thomson her.
Nach der Jahrhundertwende führten eine abflauende Nachfrage und der verlustbringende Erwerb der Berliner Bank für elektrische Industrie im Jahre 1899 dazu, dass die Helios AG schließlich zum Sanierungsfall wurde: Siemens und AEG stiegen 1904 in das Unternehmen ein, um ab dem Jahr 1905 jedoch die Liquidation des Unternehmens zu betreiben. Endgültig wurden die Pforten des Werkes mit dem Ende der Liquidation 1930 geschlossen.
Das Unternehmen mit seinen bis zu 2000 Arbeitnehmern hat alleine in Deutschland 23 Elektrizitätswerke und sechs Straßenbahnnetze aufgebaut. Es hatte maßgeblichen Einfluss auf die Entwicklung der Kraftwerkstechnik sowie auf die Elektrifizierung der öffentlichen Beleuchtung und der Verkehrstechnik.

## Kraftfahrzeugproduktion
Helios erwarb 1903 von der Motorlastwagenfabrik Rudolf Hagen & Cie. GmbH aus Köln die Patente und Herstellungseinrichtungen für Personenkraftwagen. Hergestellt wurden ein Modell mit Zweizylindermotor und 10 PS Leistung sowie zwei Modelle mit Vierzylindermotor und 20 bzw. 40 PS. Außerdem entstanden Lastkraftwagen und elektrische Omnibusse. 1906 endete die Kraftfahrzeugproduktion für Hagen & Cie. Ab 1923 produzierte der dazu neugegründete Firmenzweig der Helios Automobilbau eigene Automobile unter der Marke Helios, diese Produktion endete um 1927/28.

## Heliosturm

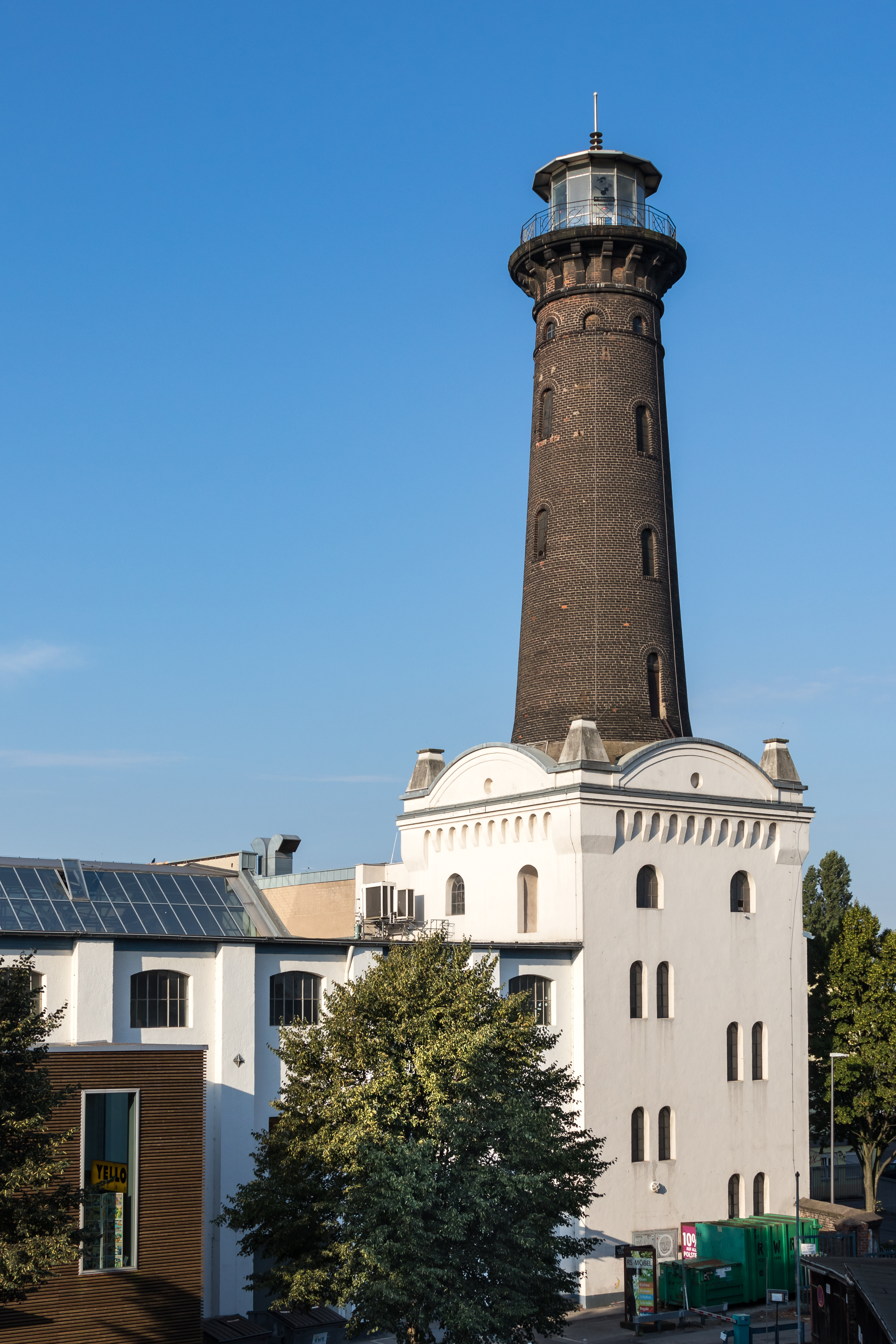
Heliosturm mit Sockelgebäude, links die alte Werkhalle

Der heutige Turm ersetzte drei Jahre nach Inbetriebnahme der Fabrik eine erste, weniger repräsentative Test- und Vorführanlage für Leuchtfeuer. Sein 12 Meter hohes Sockelgebäude, erbaut im historistischen Stil, hat einen quadratischen Grundriss und wurde an die nordwestliche Ecke der großen Werkhalle gesetzt. Ursprünglich trug es eine große Aufschrift mit der Firmenbezeichnung „Helios Elektricitäts Akt. Ges.“. Auf ihm steht der eigentliche Turm in Form eines Leuchtturms aus rotem Backstein. Er ist rund gebaut und verjüngt sich nach oben. Der Schaft trägt eine auf Konsolen auskragende Plattform, auf der sich bis zum Zweiten Weltkrieg ein Versuchsleuchtfeuer befand. 1996 wurde das Lampenhaus mit einer ans Original angelehnten Eisen-/Glaskonstruktion wiederhergestellt und mit einer blendfreien Dauerbeleuchtung, jedoch ohne jede Optik, ausgerüstet. Eine eiserne Spitze dient als Blitzableiter. In der heutigen Straßenführung steht der Turm an der Heliosstraße, die das ehemalige Helios-Gelände nach Nordwesten begrenzt. Der Turm steht seit dem Jahr 1986 unter Denkmalschutz.
Man kann davon ausgehen, dass der mitunter so genannte ‚Ehrenfelder Leuchtturm‘ über seine technische Funktion hinaus auch als Blickfang und Wahrzeichen der Helios AG konzipiert wurde. Der Bau und die Ausrüstung von Leuchttürmen und -feuern war ein Betriebszweig der Helios AG. Mit ihrer Technik wurden unter anderem die Leuchtfeuer Roter Sand, Borkum, Kampen und Wangerooge realisiert. Auch die komplette Seesignaltechnik des Nord-Ostsee-Kanals, bestehend aus 20 Leuchtfeuern, stammte aus Köln-Ehrenfeld. Der Idee eines Wahrzeichens wird der Turm heute noch gerecht – die Ehrenfelder erinnert er eindrucksvoll an die Zeit des 19. Jahrhunderts, in welcher der damalige Vorort von großen Industriebetrieben geprägt wurde.
Neben dem Leuchtturm Moritzburg und dem Neuen Lindauer Leuchtturm ist der Turm einer der wenigen Binnenleuchttürme Deutschlands. Anders als bei diesen ist eine reale Funktion für die Binnenschifffahrt beim Heliosturm, der eine reine Demonstrationsanlage war, nicht nachweisbar.
Der Heliosturm ist der Öffentlichkeit nicht zugänglich. Seit 2001 wird er von Funkamateuren im Rahmen des Internationalen Leuchtturm- und Feuerschiff-Wochenendes einmal jährlich mit einer Antennenanlage ausgerüstet. Unter der internationalen Leuchtturmbezeichnung FED-107 und dem Rufzeichen DE0011 ist der Turm dann mit über 300 teilnehmenden Leuchtfeuern auf der ganzen Welt verbunden. Im Januar 2008 zeigten die Kölner Künstler Till Nachtmann und Stefan Silies ihre Lichtinstallation „Gespinsterturm“ im Lichthaus des Heliosturms.

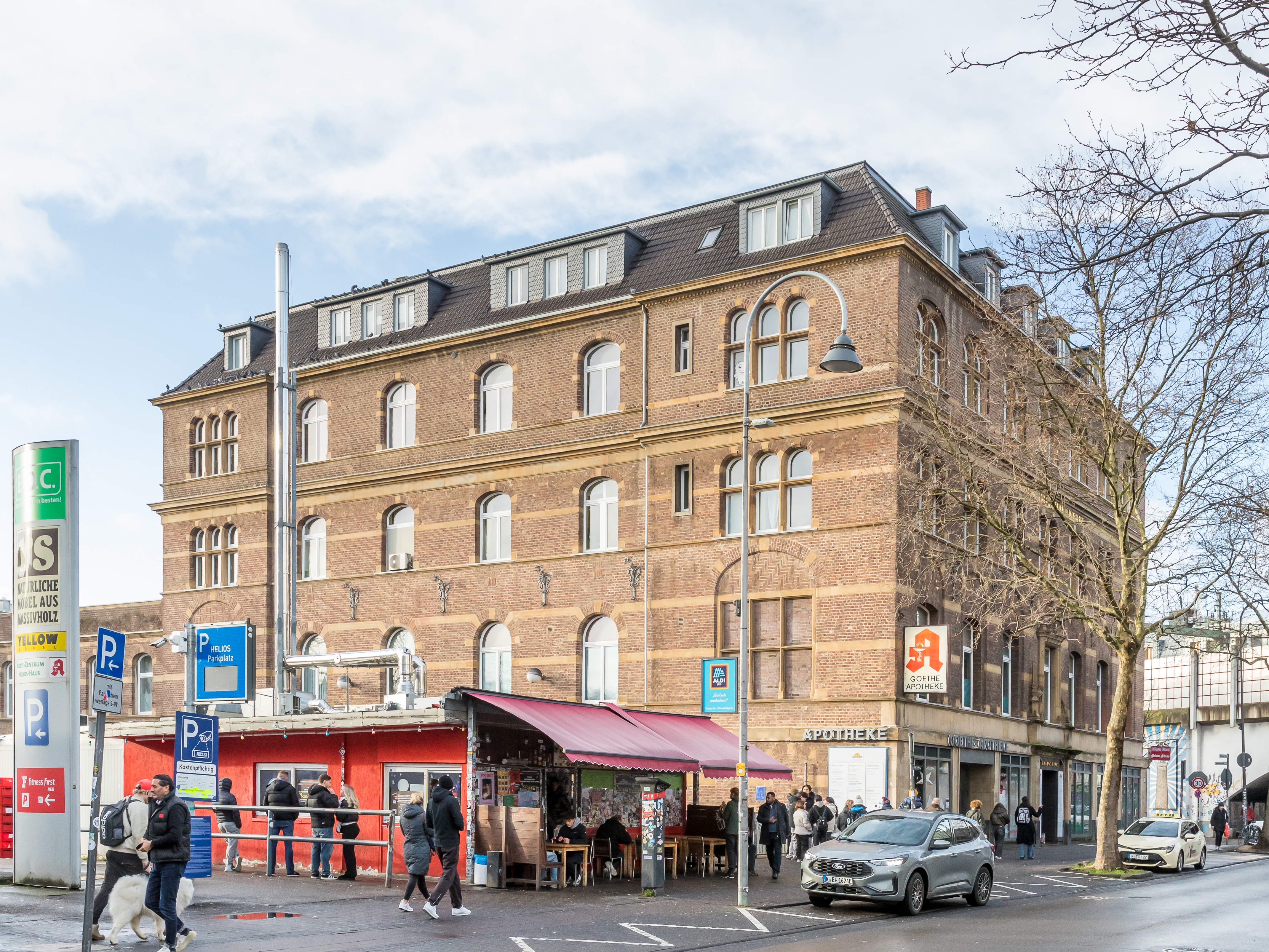
Das Helios-Gebäude an der Venloer Straße

## Verwaltungsgebäude

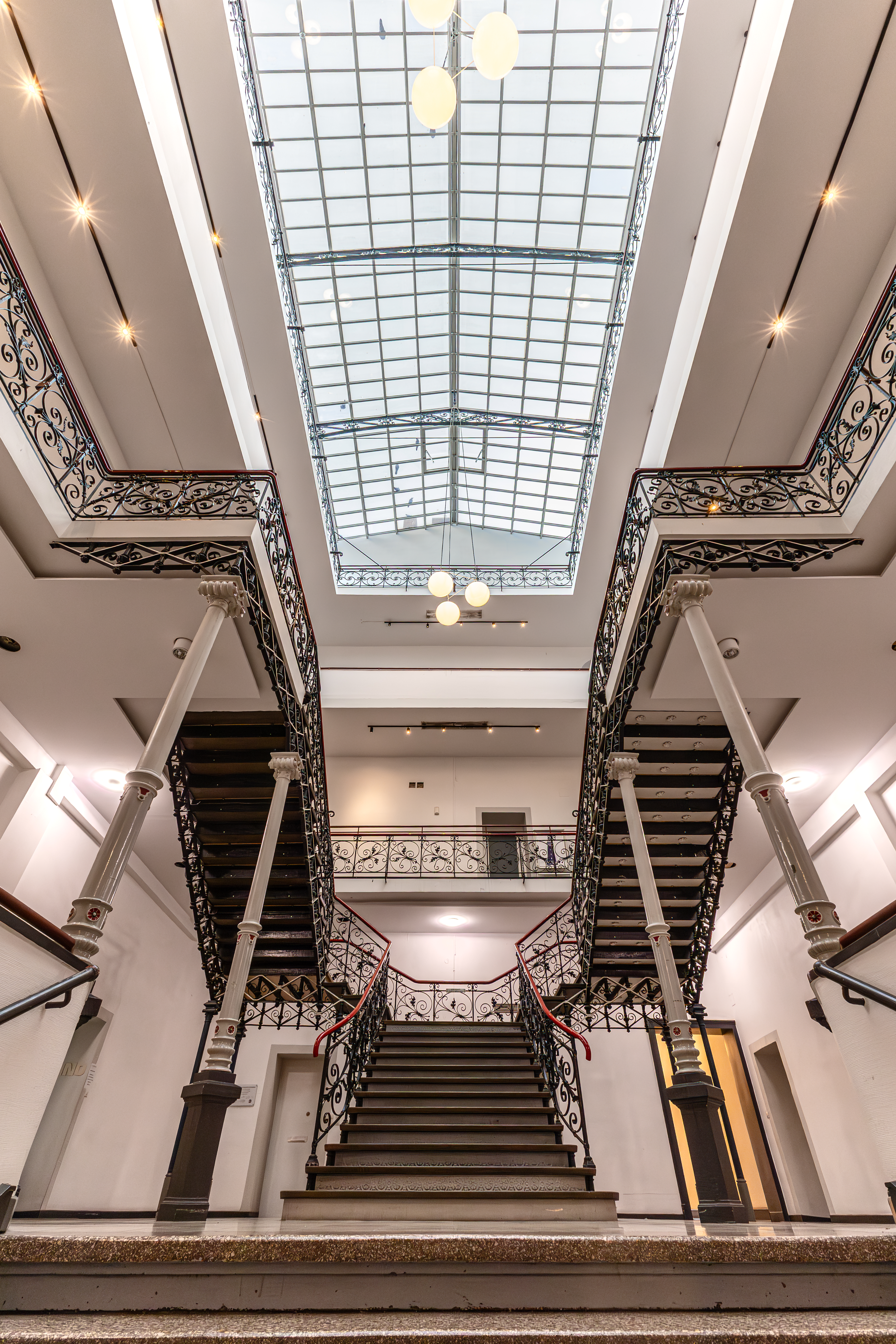
Treppenhaus und gläsernes Dach des Helioshauses

Weitgehend im Originalzustand erhalten ist  das Verwaltungsgebäude der Helios AG an der Venloer Straße 389. Das repräsentative Gebäude mit bogenverzierter Backsteinfassade lässt erahnen, dass hier einst internationale Geschäftspartner ein und aus gingen. Auffallend ist besonders das Treppenhaus im klassizistischen Stil mit gusseisernen Treppenaufgängen und Geländern, die mit floralen Elementen verziert wurden. Das Treppenhaus bildet den Mittelpunkt des Gebäudes – alle Ebenen und Flügel zweigen von seinen umlaufenden Galerien ab. Es wird von einem Dach in Glas-Stahlkonstruktion überspannt, durch das Licht einfällt. In eine Ecke wurde nachträglich ein gläserner Aufzug eingebaut. Das Verwaltungsgebäude besitzt neben dem Parterre dreieinhalb Stockwerke. Darin befanden sich die Abteilungen für den Bau von Elektrizitätswerken und Bahnen, Verbindungsbüros für auswärtige Filialen sowie die Kasse und Räume für die Direktion der Firma.
Äußerlich trägt das Gebäude bis heute die Schriftzüge Helioshaus sowie Cölner Industrie Werke. Diese GmbH hatte bereits 1907 das Eigentum am Fabrikgelände übernommen und vermietete es an verschiedene Firmen. In dem Gebäude sind heute Arztpraxen sowie eine Apotheke untergebracht. Es wird gelegentlich als Drehort für Film- und Fernsehproduktionen genutzt.

## Werkhallen

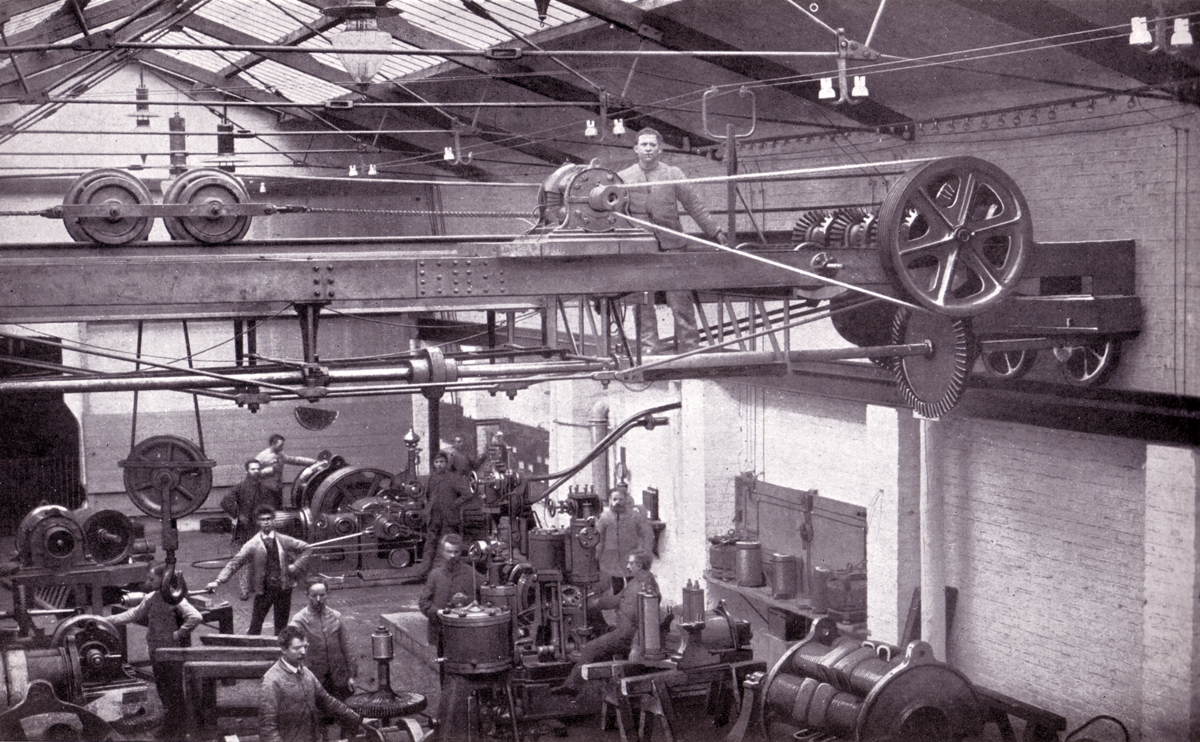
Blick in die erste Montagehalle des Helios-Werkes. Im Hintergrund die erste Dampfmaschine der Firma, gekoppelt mit einer der ältesten Wechselstrommaschinen. Im Vordergrund werden Anker gewickelt. Oben rechts ist eine Galerie von Glühlampen sichtbar, mit denen die Maschinen testweise belastet wurden. Der elektrische Gleichstromkran wird mit einer Oberleitung versorgt.

Die erste Werkstatt der Helios AG umfasste 1882 nur wenige Gebäude, deren Längsseite später die Querfront der in den folgenden Jahren erbauten Fabrikhalle bildete. Diese war Geburtsort zahlreicher Weltneuheiten aus dem Bereich der Elektrotechnik, darunter auch Generatoren. Sie ermöglichten zunächst die Versorgung des Werkes mit Licht und Antriebsenergie, wobei sie gleichzeitig als Versuchsaufbauten, Produktionsmittel und technologische Grundlage für die eigentlichen Erzeugnisse der Helios AG dienten. Eingesetzt und zum Teil selbst entwickelt wurden unter anderem:
- die weltweit ersten langsam laufenden Dynamo-Maschinen,
- die ersten Wechselstrom-Generatoren
- die ersten in Deutschland hergestellten Transformatoren,
- eine Entwicklungs- und Demonstrationsanlage für die Technik der Parallelschaltung bei Wechselstrombetrieb in Beleuchtungsanlagen.

Die Werkstatt verfügte außerdem über den ersten elektrischen Kran Europas. Er wurde mit einem Gleichstrommotor betrieben.

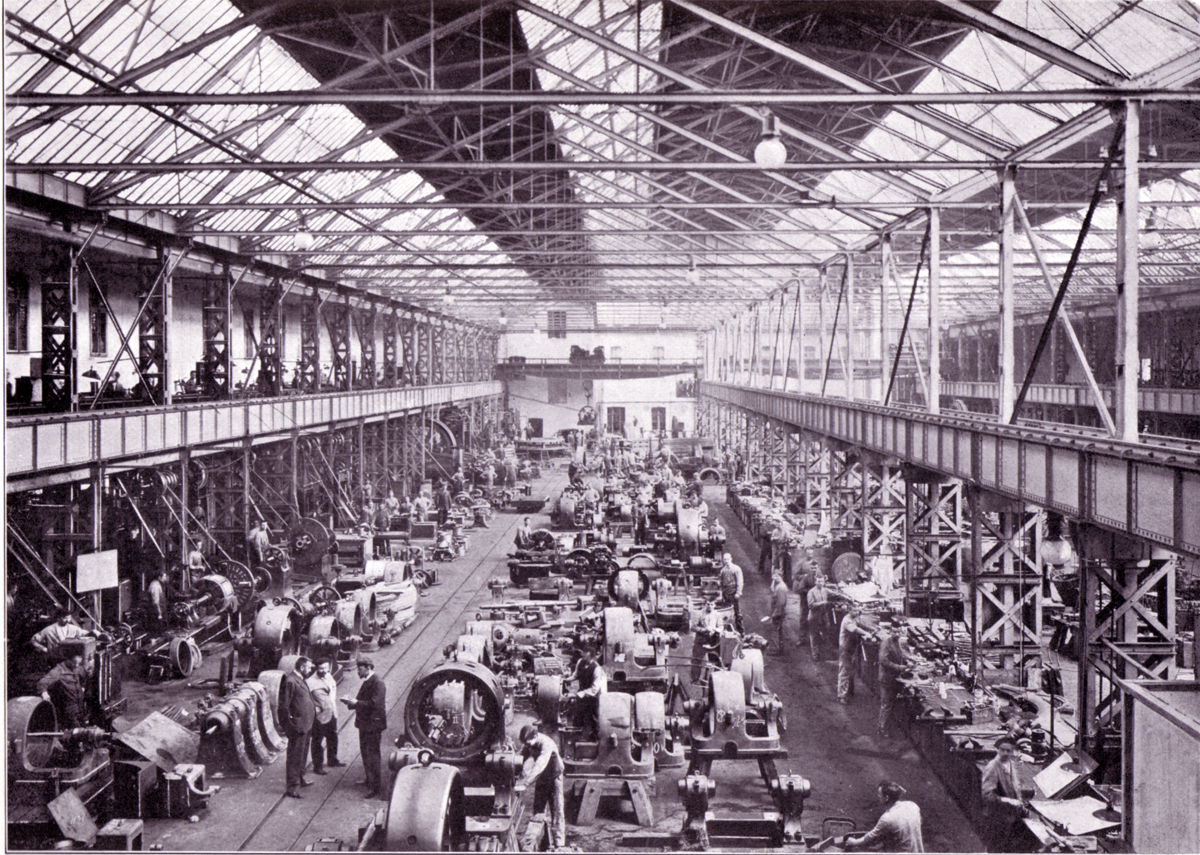
Die rechte Hälfte des Hauptschiffes der großen Werkhalle

Die 1885 fertiggestellte große Montagehalle war mehrschiffig konstruiert. Das Hauptschiff unterteilte sich in zwei große Haupthallen. Es gab eigene Bereiche für die Montage von Großmaschinen, eine Blechbearbeitung, eine Ankerwickelei, eine Dreherei mit Bohrbank, eine Schreinerei, mechanische Werkstätten sowie eine eigene Kraftstation mit zwei großen Helios-Drehstrommaschinen von jeweils 250 PS Leistung. Eine werkseigene Gießerei ermöglichte es, kleinere Eisengussstücke sowie den gesamten Messing- und Rotgussbedarf selbst herzustellen. Oberhalb der Seitenschiffe befanden sich größere Räume für die Großserienfertigung von elektrischen Bau- und Apparateteilen, darunter auch eine eigene Werkstatt für die Montage von Schaltwänden.
Während und nach der Liquidation der Helios AG wurden Gebäudeteile an andere Firmen vermietet, so wurden beispielsweise Automobile und deren Motoren gebaut und repariert.

### Rheinlandhalle
1911 übernahm der Automobil- und Flugpionier Arthur Delfosse die Helios-Werke, um dort Motoren sowie den Helios-Kleinwagen fertigen zu lassen. Doch 1927 musste seine Firma schließen. Der begeisterte Radsportfan beschloss daraufhin, die große Maschinenhalle in eine Veranstaltungshalle mit Radrennbahn umbauen zu lassen. Delfosse vermietete diese Rheinlandhalle für 120.000 Reichsmark an die Sporthallen-Betriebs GmbH. Mit dem Geld deckte er die Zinsen für eine Hypothek, die er wegen des Umbaus aufgenommen hatte.
Am 10. Oktober 1928 wurde die Rheinlandhalle mit der Veranstaltung „Bunter Schnitt durch Kölns Sport“ eröffnet. Zur Gürtelstraße hin standen damals imposante Eingangsgebäude, die heute nicht mehr existieren. Am 2. November 1928 folgte der Startschuss für das erste Kölner Sechstagerennen. Es gewannen die Kölner Lokalmatadoren Gottfried Hürtgen und Viktor Rausch, und Willi Ostermann textete: „Das war ein Spurt, das war ein Spürtchen, es lebe Rausch, es lebe Hürtgen!“ Die 166,66 Meter lange Radrennbahn selbst wurde von Clemens Schürmann erbaut. Der Kölner Radsportler Albert Richter feierte in der Rheinlandhalle große Erfolge. An den 1940 in NS-Haft unter ungeklärten Umständen verstorbenen Sportler erinnert heute eine Gedenktafel am Gebäude.
Neben wöchentlichen Radrennen fanden in der Halle auch andere Sportveranstaltungen sowie Karnevalssitzungen statt. Es gab hochklassige Boxkämpfe (etwa mit den Ringhelden Hein Müller, Hein Domgörgen oder Jupp Besselmann), artistische Reitshows mit Cilly Feindt und große Musikveranstaltungen. Wegen ihrer in Köln einmaligen Größe diente sie auch als Ort für Propaganda- und Wahlkampfveranstaltungen der NSDAP. Hier hielt Adolf Hitler am 18. August 1930 seine erste Rede in Köln vor 10.000 Zuschauern anlässlich der Reichstagswahl am 14. September 1930.

Wegen der hohen Miete wechselten mehrfach die Pächter; einzig das Sechstage-Rennen warf Gewinn ab. Daher traf es die Pächter der Halle umso härter, dass 1934 neue Regeln für Sechstagerennen in Kraft traten, wonach das Interesse daran zum Erliegen kam. Kurz nach der Machtergreifung des NS-Regimes wurde der Name der Rheinlandhalle in „Adolf-Hitler-Halle“ geändert, dies wurde im Herbst 1933 wieder rückgängig gemacht. Im Krieg wurde die Rheinlandhalle schwer beschädigt, die Radrennbahn selbst ganz zerstört. Nach dem Krieg befand sich dort eine „Kraftwagenbetriebshalle“ der Deutschen Bundesbahn.

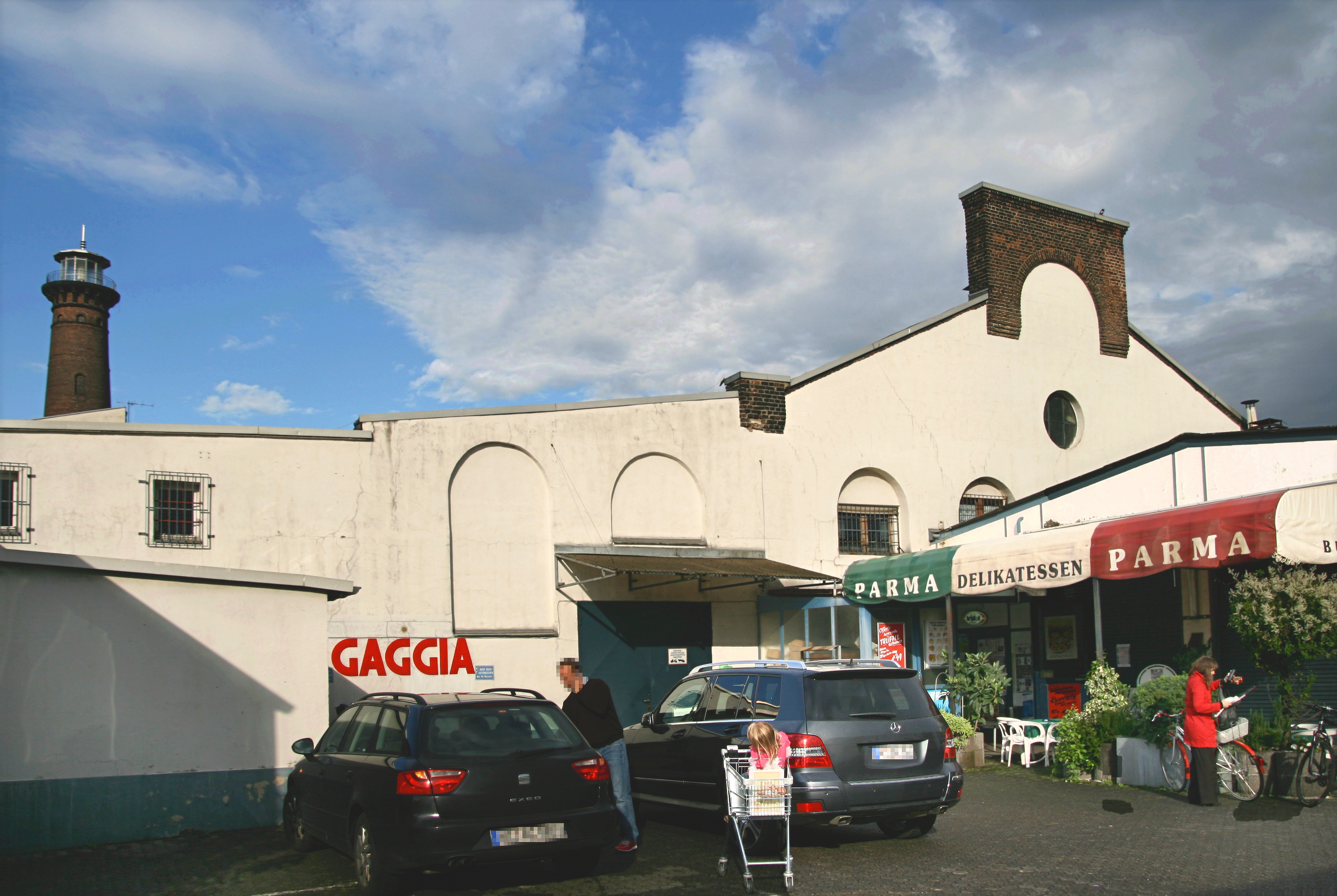
Inzwischen abgerissene, kleinere Werkhalle, bis 2014 als Geschäft für italienische Lebensmittel genutzt

#### Erster deutscher Supermarkt
Am 26. September 1957 eröffnete der Unternehmer Herbert Eklöh auf 2.000 Quadratmetern in der Rheinlandhalle den ersten Supermarkt Deutschlands, in einigen Quellen auch als erster Supermarkt Europas bezeichnet. Bereits im ersten Jahr setzte er mit dieser Geschäftsidee 9,2 Millionen DM um. Er eröffnete in kürzester Zeit insgesamt 24 Supermärkte und verkaufte sie 1958 an ein Konsortium der Warenhauskonzerne Karstadt, Hertie, Kaufhof und Horten. Den Supermarkt in der Rheinlandhalle übernahm die Kölner Konsumgenossenschaft, die ab dem Jahr 1967 nach Gründung des Bundes deutscher Konsumgenossenschaften (BdK) ihre Supermärkte unter der Firmierung „Co op“ betrieb und 1972 Teil der neuen co op AG wurde.
In dem Gebäudekomplex kamen später weitere Super- und Baumärkte sowie kleine Gewerbebetriebe unter. Inzwischen modernisiert und mit einem neuen Glasdach versehen, beherbergt die Rheinlandhalle heute zwei Möbelhäuser, einen Fahrradmarkt und ein Fitness-Center.
Rheinlandhalle und Heliosturm sind Bestandteil des Ehrenfelder Geschichtspfades. Als dessen Station 32 wurde an der Halle eine Tafel angebracht.

#### Nutzung bis in die 2010er Jahre
In ehemaligen, kleineren Werkhallen auf dem Areal befand sich bis ins Jahr 2014 ein italienisches Lebensmittelgeschäft sowie das Design Quartier Ehrenfeld. Mit der Sanierung des schadstoffbelasteten Geländes im Jahr 2014 begann der Abriss dieser Gebäude. Der Musikclub Underground wurde zunächst erhalten, musste aber im Jahr 2017 ebenfalls den geplanten Neubauten weichen.

## Heutiger Zustand

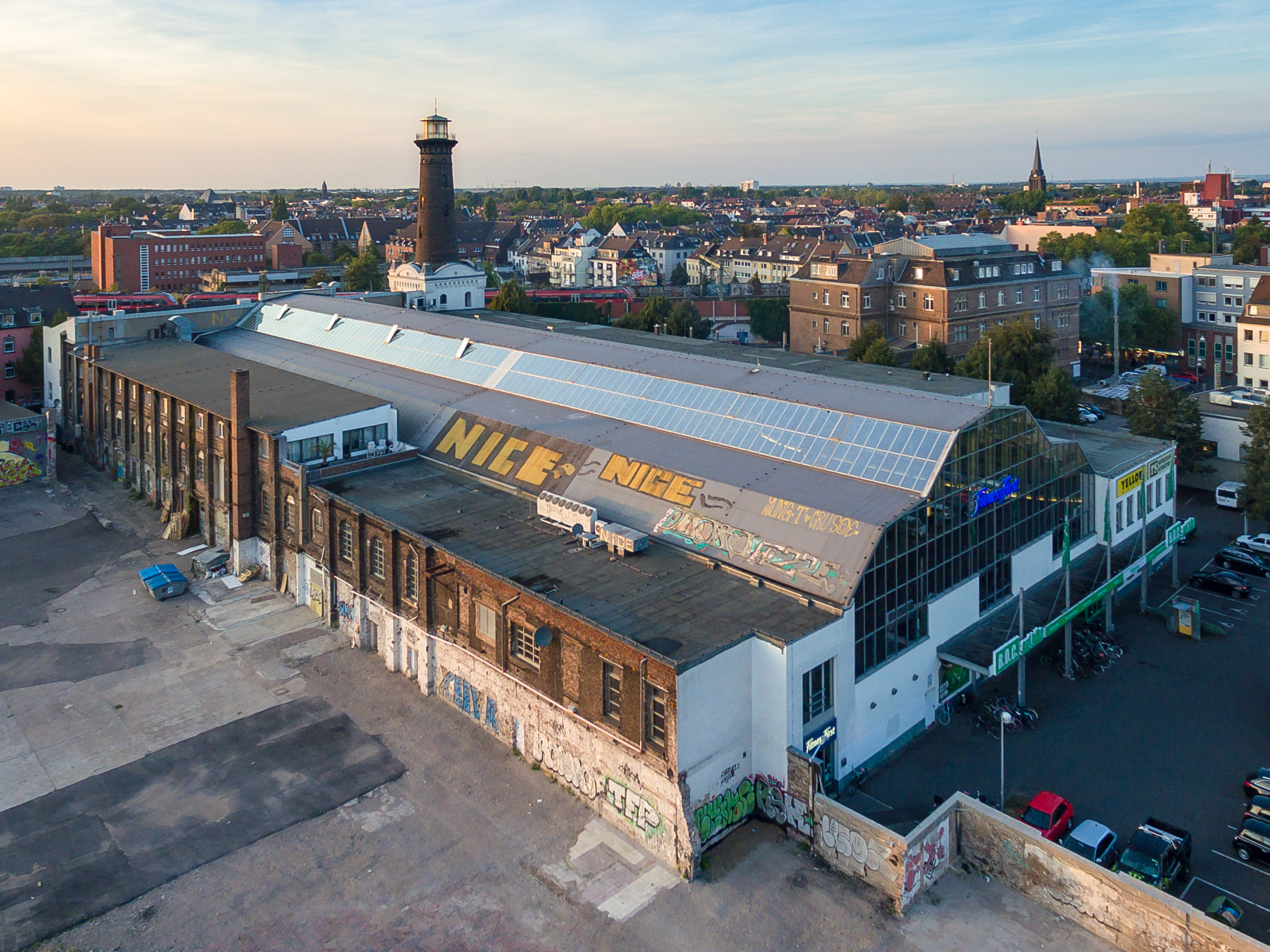
Rheinlandhalle im Jahr 2016

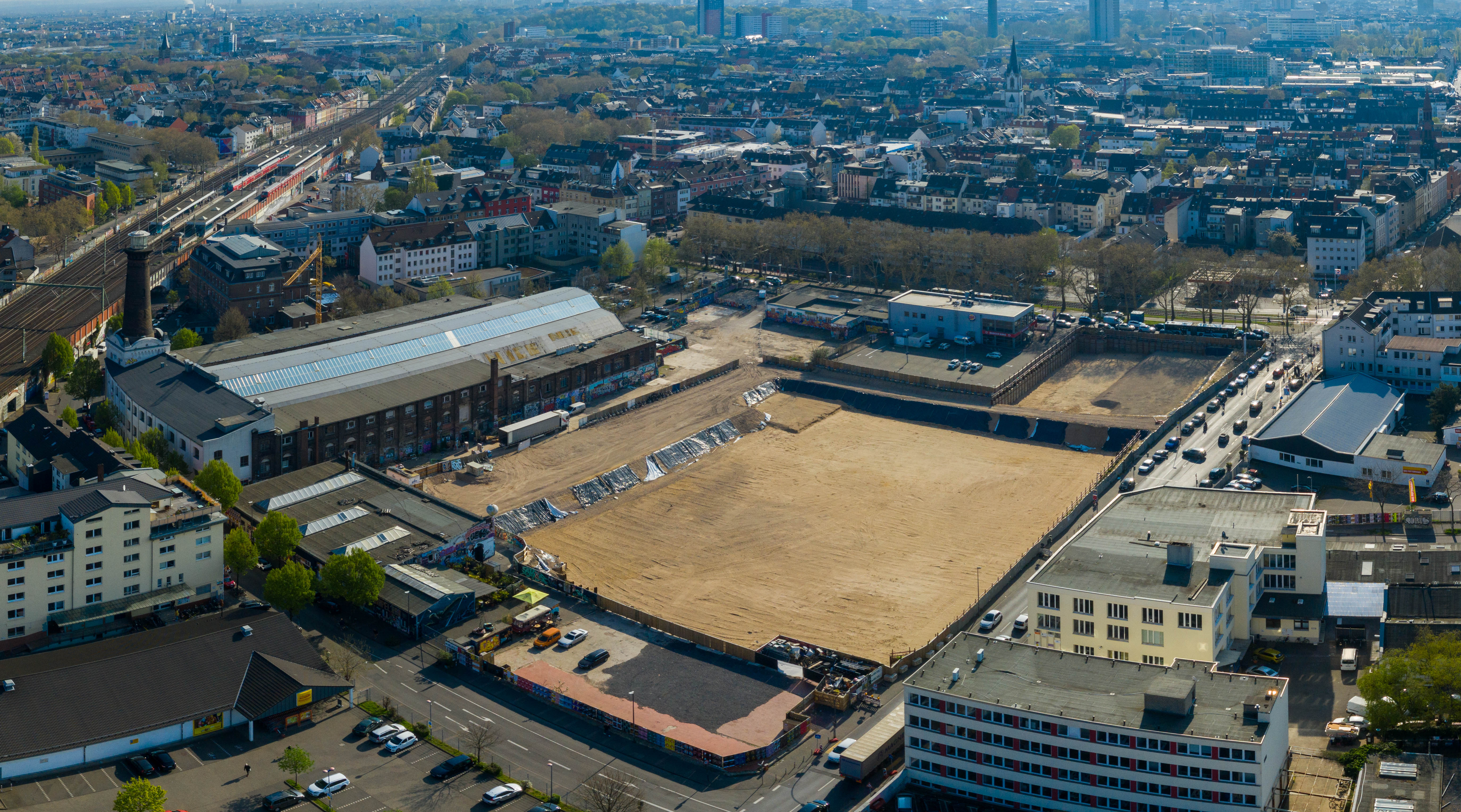
Vorbereitete Baugrube für den Bau der Schule, April 2019

Das Gelände der ehemaligen Helioswerke wird heute vom Ehrenfeldgürtel, Vogelsanger Straße, Heliosstraße und Venloer Straße eingerahmt. Neben dem Helioshaus und der Rheinlandhalle mit dem Heliosturm befinden sich auf dem Grundstück Bauten unterschiedlichen Alters, in denen Kleingewerbe, Einzelhandel, Ateliers, Werkstätten und Handwerksbetriebe untergebracht sind. Darunter befindet sich der von der EU, Land und Stadt geförderte Atelierkomplex Design Quartier Ehrenfeld an der Heliosstraße. und der Sitz des Orchesters Concerto Köln. Im Rahmen von Zwischennutzungen werden Gelände und Gebäude von der Heliosstraße aus durch eine Cocktailbar und einem Club mit Außengastronomie bespielt. Zum Ehrenfeldgürtel liegt, neben einer Brachfläche, die moderne Filiale einer Fastfood-Kette, gefolgt von einem eingeschossigen Matratzenmarkt und einem großen Parkplatz für Besucher der Rheinlandhalle. Das Gelände ist in Teilen mit Schadstoffen belastet.

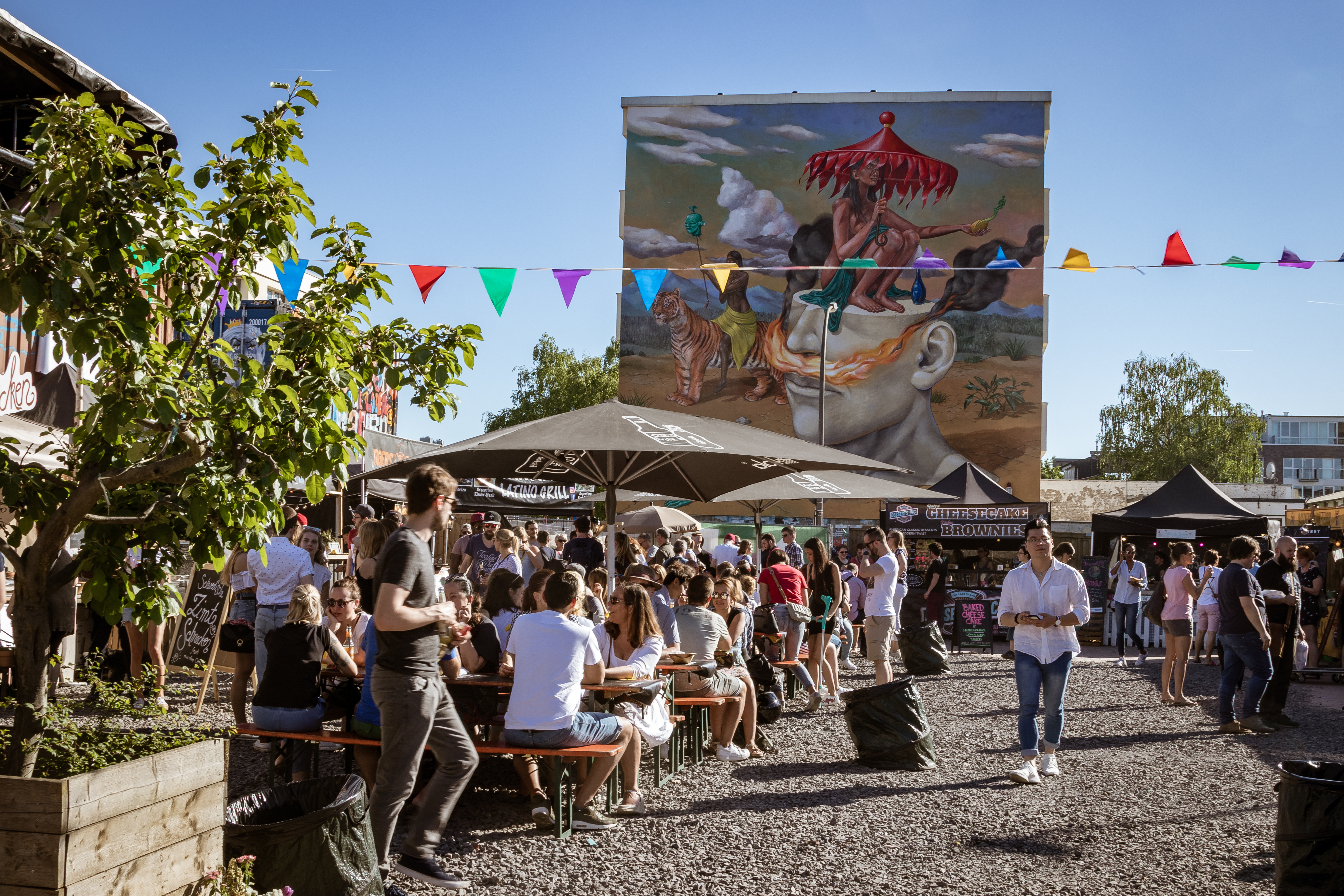
Streetfood-Festival auf dem Heliosgelände im Mai 2018

Ab 2008 war das Gelände im Besitz einer gemeinsamen Grundstücksgesellschaft der Bauwens-Unternehmensgruppe und der Mfi Management für Immobilien AG. Letztere ist der Betreiber vieler Shopping Malls, darunter auch die Köln-Arcaden in Köln-Kalk. Die Besitzer hatten angekündigt, auf dem Areal unter Einbeziehung der Industriearchitektur ein überdachtes Einkaufszentrum errichten zu wollen. Während das Vorhaben in der Lokalpolitik kontrovers diskutiert wurde, gründete sich eine Bürgerinitiative, die sich für den Erhalt der gewachsenen Mixtur aus kultureller und gewerblicher Nutzung in den alten Gebäuden sowie für die Beibehaltung der öffentlichen Durchwegung des Geländes einsetzt.
Im Sommer 2012 schloss die „Werkstattphase“ eines Verfahrens der Bürgerbeteiligung mit gemeinsamen Empfehlungen ab, die sich gegen den Umbau des Areals zu einem Einkaufszentrum aussprachen. Demnach soll das Gelände eine kleinteilige Struktur aus Ateliers, Wohnraum, inhabergeführtem Handel, kulturellen Einrichtungen und Projekten, Gastronomie und öffentlichen Flächen erhalten. Der Bau der Inklusiven Universitätsschule auf dem Gelände, südlich der ehemaligen Werkhallen, wurde 2019 vom Rat der Stadt Köln beschlossen.